# Belsdorf
Belsdorf is een plaats en voormalige gemeente in de Duitse deelstaat Saksen-Anhalt, en maakt deel uit van de Landkreis Börde.
Belsdorf telt 214 inwoners.